# Trung Nhứt
Trung Nhứt hay Trung Nhất là một phường thuộc thành phố Cần Thơ, Việt Nam.

## Địa lý
Phường Trung Nhứt có vị trí địa lý:
- Phía đông giáp phường Thuận Hưng
- Phía tây giáp xã Vĩnh Thạnh
- Phía nam giáp xã Trung Hưng
- Phía bắc giáp phường Thốt Nốt và xã Vĩnh Trinh.

Phường Trung Nhứt có diện tích 30,84 km², dân số năm 2024 là 37.469 người, mật độ dân số đạt 1.214 người/km².

## Lịch sử
Ngày 20 tháng 9 năm 1975, Bộ Chính trị ban hành Nghị quyết số 245-NQ/TW về việc hợp nhất tỉnh Cần Thơ (ngoại trừ huyện Thốt Nốt), tỉnh Sóc Trăng, tỉnh Trà Vinh, tỉnh Vĩnh Long thành một tỉnh, tên gọi tỉnh mới cùng với nơi đặt tỉnh lỵ sẽ do địa phương đề nghị lên.
Ngày 20 tháng 12 năm 1975, Bộ Chính trị ban hành Nghị quyết số 19/NQ về việc hợp nhất tỉnh Cần Thơ (bao gồm cả huyện Thốt Nốt của tỉnh Long Xuyên), tỉnh Sóc Trăng thành một tỉnh mới, tên gọi tỉnh mới cùng với nơi đặt tỉnh lỵ sẽ do địa phương đề nghị lên.
Ngày 24 tháng 2 năm 1976, Chính phủ Cách mạng lâm thời Cộng hòa miền Nam Việt Nam ban hành Nghị định số 3/NQ/1976 về việc hợp nhất tỉnh Cần Thơ, tỉnh Sóc Trăng và thành phố Cần Thơ thành một tỉnh mới, lấy tên là tỉnh Hậu Giang.
Ngày 28 tháng 3 năm 1983, Hội đồng Bộ trưởng ban hành Quyết định số 21-HĐBT về việc:
- Chia xã Trung An thuộc huyện Thốt Nốt thành xã Trung An và xã Trung Hưng.
- Chia xã Trung Nhứt thuộc huyện Thốt Nốt thành xã Trung Kiên và xã Trung Nhứt.

Ngày 16 tháng 9 năm 1989, Hội đồng Bộ trưởng ban hành Quyết định số 128-HĐBT về việc sáp nhập xã Trung Kiên thuộc huyện Thốt Nốt vào xã Trung Nhứt.
Ngày 26 tháng 12 năm 1991, Quốc hội ban hành Nghị quyết về việc chia tỉnh Hậu Giang thành tỉnh Cần Thơ và tỉnh Sóc Trăng.
Ngày 24 tháng 8 năm 1999, Chính phủ ban hành Nghị định số 80/1999/NĐ-CP về việc thành lập xã Trung Kiên thuộc huyện Thốt Nốt trên cơ sở 1.348,94 ha diện tích tự nhiên, 23.979 nhân khẩu của xã Trung Nhứt và 115 ha diện tích tự nhiên, 1.942 nhân khẩu của xã Thuận Hưng.
Sau khi điều chỉnh địa giới hành chính, xã Trung Nhứt thuộc huyện Thốt Nốt có 2.522,99 ha diện tích tự nhiên và 20.725 nhân khẩu.
Ngày 19 tháng 4 năm 2002, Chính phủ ban hành Nghị định số 47/2002/NĐ-CP về việc thành lập xã Trung Thạnh thuộc huyện Thốt Nốt trên cơ sở 2.194,8 ha diện tích tự nhiên và 15.864 nhân khẩu của xã Trung An.
Sau khi điều chỉnh địa giới hành chính, xã Trung An thuộc huyện Thốt Nốt còn lại 1.385,2 ha diện tích tự nhiên và 12.919 nhân khẩu.
Ngày 26 tháng 11 năm 2003, Quốc hội ban hành Nghị quyết số 22/2003/QH11 về việc chia tỉnh Cần Thơ thành thành phố Cần Thơ trực thuộc trung ương và tỉnh Hậu Giang.
Ngày 2 tháng 1 năm 2004, Chính phủ ban hành Nghị định số 05/2004/NĐ-CP về việc:
- Thành lập huyện Thốt Nốt thuộc thành phố Cần Thơ.
- Xã Trung An và xã Trung Nhất thuộc huyện Thốt Nốt.

Ngày 23 tháng 12 năm 2008, Chính phủ ban hành Nghị định số 12/NĐ-CP về việc:
- Điều chỉnh 1.197,90 ha diện tích tự nhiên và 11.116 nhân khẩu của xã Trung An thuộc huyện Thốt Nốt về huyện Cờ Đỏ quản lý.
- Thành lập quận Thốt Nốt thuộc thành phố Cần Thơ.
- Thành lập phường Thạnh Hòa thuộc quận Thốt Nốt trên cơ sở điều chỉnh 556,64 diện tích tự nhiên và 5.377 nhân khẩu của xã Trung Nhứt; 186 ha diện tích tự nhiên và 2.755 nhân khẩu còn lại của xã Trung An.
- Thành lập phường Trung Nhứt thuộc quận Thốt Nốt trên cơ sở 1.123,30 ha diện tích tự nhiên và 12.708 nhân khẩu còn lại của xã Trung Nhứt.

Ngày 12 tháng 6 năm 2025, Quốc hội ban hành Nghị quyết số 202/2025/QH15 về việc sắp xếp đơn vị hành chính cấp tỉnh (nghị quyết có hiệu lực từ ngày 12 tháng 6 năm 2025). Theo đó, sáp nhập tỉnh Hậu Giang và tỉnh Sóc Trăng vào thành phố Cần Thơ.
Ngày 16 tháng 6 năm 2025:
- Quốc hội ban hành Nghị quyết số 203/2025/QH15[15] về việc Sửa đổi, bổ sung một số điều của Hiến pháp nước Cộng hòa xã hội chủ nghĩa Việt Nam. Theo đó, kết thúc hoạt động của đơn vị hành chính cấp huyện trong cả nước từ ngày 1 tháng 7 năm 2025.
- Ủy ban Thường vụ Quốc hội ban hành Nghị quyết số 1668/NQ-UBTVQH15[16] về việc sắp xếp các đơn vị hành chính cấp xã của thành phố Cần Thơ năm 2025 (nghị quyết có hiệu lực từ ngày 16 tháng 6 năm 2025). Theo đó, thành lập phường Trung Nhứt thuộc thành phố Cần Thơ trên cơ sở toàn bộ 7,46 km² diện tích tự nhiên, quy mô dân số là 11.941 người của phường Thạnh Hòa; toàn bộ 10,75 km² diện tích tự nhiên, quy mô dân số là 13.770 người của phường Trung Nhứt thuộc quận Thốt Nốt và toàn bộ 12,63 km² diện tích tự nhiên, quy mô dân số là 11.758 người của xã Trung An thuộc huyện Cờ Đỏ.

Phường Trung Nhứt có 30,84 km² diện tích tự nhiên và quy mô dân số là 37.469 người.